# Małgorzata Mesjasz
Małgorzata Mesjasz (Częstochowa, 12 giugno 1997) è una calciatrice polacca, difensore della Lazio e della nazionale polacca.

## Carriera

### Club
Mesjasz ha iniziato la sua carriera con l'UKS Olimpijczyk Częstochowa nel 2004, prima di passare al 1 FC Katowice nel 2014.
Durante la sessione invernale 2014-2015 di calciomercato si è trasferita al PWSZ Wałbrzych, squadra che milita in seconda divisione, e inserita in rosa con la prima squadra contribuisce alla promozione in Ekstraliga Kobiet per il campionato successivo. Alla stagione d'esordio, in cui si è classificata quinta con la squadra, sono seguite altre tre stagioni di successi tutte terminate con il 4º posto in classifica, durante le quali ha fornito buone prestazioni che, oltre a farle ricoprire il ruolo di capitano, le hanno permesso di farsi notare per la convocazione in nazionale maggiore.
Nell'estate 2019 coglie l'occasione per disputare il suo primo campionato all'estero, firmando 14 giugno un contratto con il Turbine Potsdam per la stagione entrante. A disposizione del tecnico Matthias Rudolph, Mesjasz fa il suo debutto in Frauen-Bundesliga il 25 agosto, alla 2ª giornata di campionato, schierata titolare nell'incontro casalingo vinto con lo Jena con il risultato di 6-2 dove al 38' sigla anche la sua prima rete "tedesca", quella del sorpasso sulle avversarie. Alla sua prima stagione con il club di Potsdam colleziona 20 presenze con 5 gol in campionato, terza marcatrice della squadra dietro al bomber Lara Prašnikar (15) e Nina Ehegötz (6). Con l'arrivo di Sofian Chahed sulla panchina per la stagione seguente la fiducia nel difensore non viene meno, venendo schierata in 21 dei 22 incontri di campionato dove va a segno in altre due occasioni, contribuendo a far raggiungere nuovamente alla sua squadra la posizione in classifica dell'anno precedente, il 4º posto nella Bundesliga femminile. Per la stagione 2021-2022 Chahed continua a dirigere la squadra che, ancora una volta, gioca un campionato di vertice, raggiungendo alla 17ª giornata il terzo posto che vale l'accesso alla UEFA Women's Champions League che manca al club dall'edizione 2013-2014, dovendo cedere il posto all'Eintracht Francoforte all'ultima giornata. Mesjasz, in quella che sarà la sua ultima stagione in Germania, marca 19 presenze realizzando 2 reti in campionato, alle quali si aggiungono le 4 presenze in Coppa di Germania ottenendo il miglior risultato nel torneo, giocando la finale poi persa 4-0 con il Wolfsburg.
Il 22 luglio 2022 si trasferisce in Italia, al Milan, per la sua seconda esperienza professionale all'estero, firmando un contratto che la lega al club rossonero fino al 30 giugno 2024.
Il 4 agosto 2025 viene acquistata dalla Lazio.

### Nazionale
Mesjasz inizia a essere convocata dalla Federcalcio polacca nel 2013, chiamata a indossare la maglia della formazione under 17 per disputare le qualificazioni all'Europeo di Inghilterra 2014, senza che la sua squadra riuscisse ad accedere alla fase finale.
Dal 2015 viene convocata in under 19 e inserita nella rosa della squadra impegnata nelle qualificazioni all'Europeo di Slovacchia 2016 dal tecnico federale Marcin Kasprowicz. In quell'occasione scende in campo in tutti i sei incontri giocati dalla sua nazionale che chiude al secondo posto il gruppo 4, dove Mesjasz segna una delle reti della vittoria per 4-0 sulla Turchia, ma non riesce ad essere altrettanto competitiva nella fase élite non riuscendo ad accedere alla fase finale.
Del 2018 è la sua prima convocazione con la nazionale maggiore da parte del commissario tecnico Miłosz Stępiński, debuttando il 31 agosto rilevando Jolanta Siwińska all'inizio del secondo tempo dell'incontro vinto in trasferta 4-1 sulla Bielorussia, partita valida per le qualificazioni, nel gruppo 2 della zona UEFA, al Mondiale di Francia 2019, scendendo in campo anche 4 giorni più tardi nel pareggio a reti inviolate con la Svizzera, ininfluente per riuscire ad accedere alla fase finale. Sempre in quell'anno Mesjasz sigla la sua prima rete senior, l'unica segnata nell'amichevole dell'8 ottobre persa 3-1 con il Brasile.
Stępiński continua a convocarla con regolarità, inserendola in rosa con la squadra impegnata all'edizione 2019 dell'Algarve Cup dove la Polonia, ultima come posizione di ranking FIFA tra le nazionali invitate, da outsider giunge a disputare, perdendola 3-0, la finale per il trofeo con la Norvegia. Inoltre disputa le qualificazioni all'Europeo di Inghilterra 2022, siglando la sua seconda rete con i colori della Polonia nella vittoria per 3-0 sull'Azerbaigian, ma ancora una volta fallendo con la sua nazionale l'accesso alla fase finale.
Con l'arrivo della nuova selezionatrice Nina Patalon dal marzo 2021 non viene meno la fiducia nella calciatrice, chiamata in occasione della seconda edizione della Pinatar Cup e convocata regolarmente per le qualificazioni, nel gruppo F della zona UEFA, al Mondiale di Australia e Nuova Zelanda 2023, dove segna due reti ad Albania e Kosovo ed è autrice di un autogol con il Belgio nell'incontro perso 4-0 che pregiudica, in favore di queste, l'accesso alla fase finale.

## Statistiche

### Presenze e reti nei club
Statistiche (parziali) aggiornate al 5 maggio 2025.
| Stagione               | Squadra                | Campionato             | Campionato | Campionato | Coppe nazionali | Coppe nazionali | Coppe nazionali | Coppe internazionali | Coppe internazionali | Coppe internazionali | Altre coppe | Altre coppe | Altre coppe | Totale | Totale |
| Stagione               | Squadra                | Comp                   | Pres       | Reti       | Comp            | Pres            | Reti            | Comp                 | Pres                 | Reti                 | Comp        | Pres        | Reti        | Pres   | Reti   |
| ---------------------- | ---------------------- | ---------------------- | ---------- | ---------- | --------------- | --------------- | --------------- | -------------------- | -------------------- | -------------------- | ----------- | ----------- | ----------- | ------ | ------ |
| 2019-2020              | Turbine Potsdam        | BL                     | 20         | 5          | CG              | 3               | 0               |                      | -                    | -                    |             | -           | -           | 23     | 5      |
| 2020-2021              | Turbine Potsdam        | BL                     | 21         | 2          | CG              | 3               | 0               |                      | -                    | -                    |             | -           | -           | 24     | 2      |
| 2021-2022              | Turbine Potsdam        | BL                     | 19         | 2          | CG              | 4               | 0               |                      | -                    | -                    |             | -           | -           | 22     | 2      |
| Totale Turbine Potsdam | Totale Turbine Potsdam | Totale Turbine Potsdam | 60         | 9          |                 | 10              | 0               |                      | -                    | -                    |             | -           | -           | 70     | 9      |
| 2022-2023              | Milan                  | A                      | 20         | 3          | CI              | 6               | 1               |                      | -                    | -                    |             | -           | -           | 26     | 4      |
| 2023-2024              | Milan                  | A                      | 12         | 2          | CI              | 4               | 0               |                      | -                    | -                    |             | -           | -           | 16     | 2      |
| 2024-2025              | Milan                  | A                      | 17         | 1          | CI              | 2               | 0               | -                    | -                    | -                    | -           | -           | -           | 19     | 1      |
| Totale Milan           | Totale Milan           | Totale Milan           | 49         | 6          |                 | 12              | 1               |                      | -                    | -                    |             | -           | -           | 70     | 7      |
| 2025-2026              | Lazio                  | A                      | 0          | 0          | CI              | 0               | 0               | -                    | -                    | -                    | AWC         | -           | -           | 0      | 0      |
| Totale carriera        | Totale carriera        | Totale carriera        | 109        | 15         |                 | 22              | 1               |                      | -                    | -                    |             | -           | -           | 131    | 16     |